# Coppa delle nazioni del Golfo 1982
La Coppa delle Nazioni del Golfo 1982, 6ª edizione del torneo, si è svolta negli Emirati Arabi Uniti dal 19 marzo al 4 aprile 1982. È stata vinta dall'Kuwait.

## Squadre partecipanti
- Oman
- Emirati Arabi Uniti (ospitante)
- Bahrein
- Kuwait
- Qatar
- Arabia Saudita
- Iraq (ritirato durante la competizione)

## Classifica finale
| Team                | Pld | W | D | L | GF | GA | GD  | Pts |
| ------------------- | --- | - | - | - | -- | -- | --- | --- |
| Kuwait              | 5   | 4 | 0 | 1 | 8  | 2  | +6  | 8   |
| Bahrein             | 5   | 3 | 1 | 1 | 10 | 7  | +3  | 7   |
| Emirati Arabi Uniti | 5   | 3 | 0 | 2 | 7  | 6  | +1  | 6   |
| Arabia Saudita      | 5   | 2 | 1 | 2 | 6  | 4  | +2  | 5   |
| Qatar               | 5   | 2 | 0 | 3 | 5  | 4  | +1  | 4   |
| Oman                | 5   | 0 | 0 | 5 | 2  | 15 | -13 | 0   |

## Match
| marzo 19, 1982 | Emirati Arabi Uniti | 1 – 0 | Qatar |  |

| marzo 20, 1982 | Kuwait | 2 – 0 | Bahrein |  |

| marzo 20, 1982 | Iraq | '4 – 0 1' | Oman |  |

| marzo 21, 1982 | Emirati Arabi Uniti | 1 – 0 | Arabia Saudita |  |

| marzo 22, 1982 | Qatar | 3 – 0 | Oman |  |

| marzo 24, 1982 | Kuwait | 2 – 0 | Emirati Arabi Uniti |  |

| marzo 24, 1982 | Iraq | '1 – 1 1' | Arabia Saudita |  |

| marzo 25, 1982 | Bahrein | 4 – 1 | Oman |  |

| marzo 26, 1982 | Kuwait | 1 – 0 | Arabia Saudita |  |

| marzo 26, 1982 | Iraq | '2 – 1 1' | Qatar |  |

| marzo 27, 1982 | Bahrein | 3 – 2 | Emirati Arabi Uniti |  |

| marzo 29, 1982 | Kuwait | 2 – 0 | Oman |  |

| marzo 29, 1982 | Arabia Saudita | 1 – 0 | Qatar |  |

| marzo 29, 1982 | Iraq | '1 – 0 1' | Emirati Arabi Uniti |  |

| marzo 31, 1982 | Arabia Saudita | 3 – 0 | Oman |  |

| marzo 31, 1982 | Bahrein | 1 – 0 | Qatar |  |

| aprile 2, 1982 | Emirati Arabi Uniti | 3 – 1 | Oman |  |

| aprile 2, 1982 | Arabia Saudita | 2 – 2 | Bahrein |  |

| aprile 4, 1982 | Qatar | 2 – 1 | Kuwait |  |

1Il match è considerato nulla per il ritiro dell'Iraq dalla competizione.